# Герчешть
Герчешть, Герчешті (рум. Ghercești) — село у повіті Долж в Румунії. Входить до складу комуни Герчешть.
Село розташоване на відстані 175 км на захід від Бухареста, 7 км на північний схід від Крайови.

## Населення
За даними перепису населення 2002 року у селі проживали 883 особи, усі — румуни. Усі жителі села рідною мовою назвали румунську.